# Dennis Borkowski
Dennis Borkowski (ur. 26 stycznia 2002 w Riesie) – niemiecki piłkarz występujący na pozycji napastnika w niemieckim klubie 1. FC Nürnberg. Wychowanek RB Leipzig. Młodzieżowy reprezentant Niemiec.